# Xanthosoma akkermansii
Xanthosoma akkermansii là một loài thực vật có hoa trong họ Ráy (Araceae). Loài này được (G.S.Bunting) Croat miêu tả khoa học đầu tiên năm 1986.